# 日生港

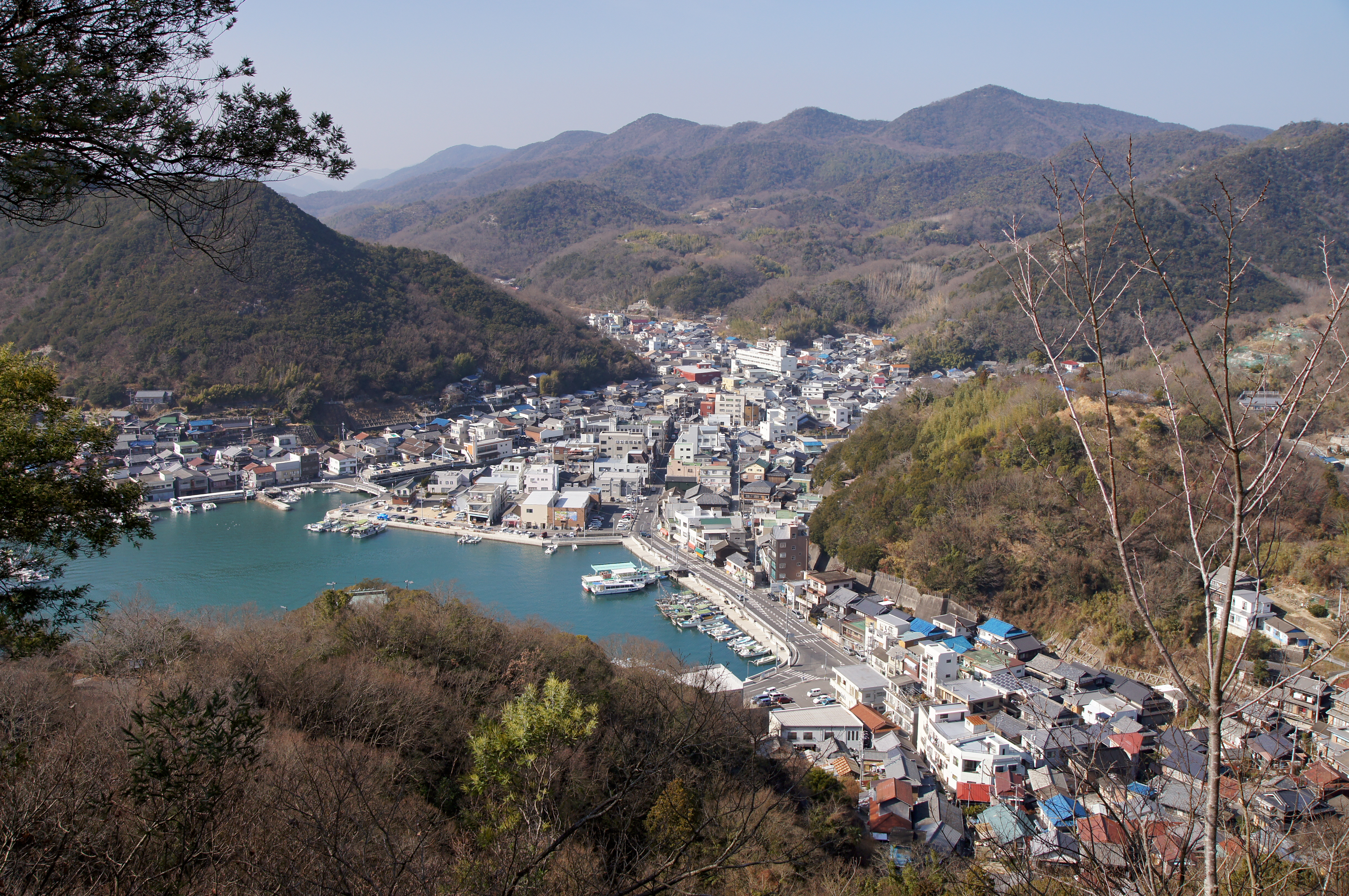
日生港

日生港（ひなせこう）は、岡山県南東部から備前市日生町にわたる東備港の一港区で、正式には東備港日生地区という。

## 概要
瀬戸内海に面し、楯越山によってフェリー乗り場のある中日生港（日生駅前港）と小型定期船乗り場のある日生港に分かれる。中日生港からは小豆島へのフェリーが発着。日生港は備前市役所日生総合支所の西側にあって魚市場に近く、「五味の市」で賑わう（火曜日定休日・祝日の場合は翌日）。日生諸島への旅客船はほとんどこちらから出航する。
楯越山中腹には「ひなせ」の文字を象ったイルミネーションがある。
港一帯は2018年（平成30年）2月25日にみなとオアシスの登録をしていて、日生観光情報センターを代表施設とするみなとオアシス東備として観光拠点ともなっている。

## 旅客船航路

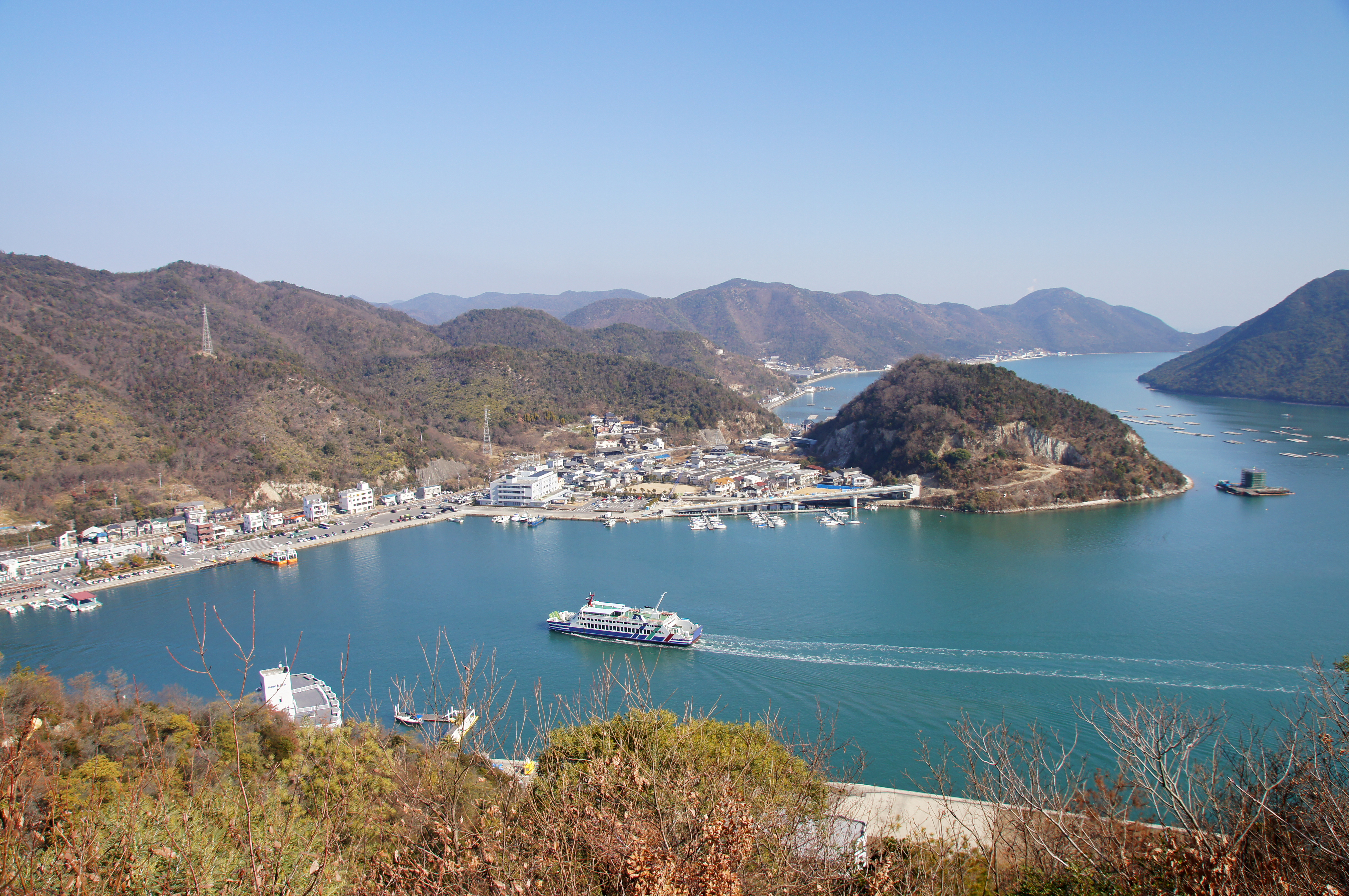
日生駅前港

- 瀬戸内観光汽船：日生港～小豆島（大部港） （2023年12月1日より運休[1]）
- 大生汽船：日生港・日生駅前（駅前港）～鴻島～大多府島～頭島
  - 一部は上記ルートと異なる場合がある（詳細はを参照）。

## 近隣の施設
- みなとの見える丘公園
- 加子浦歴史文化館
- BIZEN中南米美術館
- 五味の市
- 海の駅しおじ

## 中日生港へのアクセス

### 公共交通
- 西日本旅客鉄道赤穂線日生駅下車、南へすぐ。

### 道路
- 山陽自動車道赤穂ICより国道250号で約20分。
- 山陽自動車道和気ICより国道374号・国道250号で約30分。

### ギャラリー

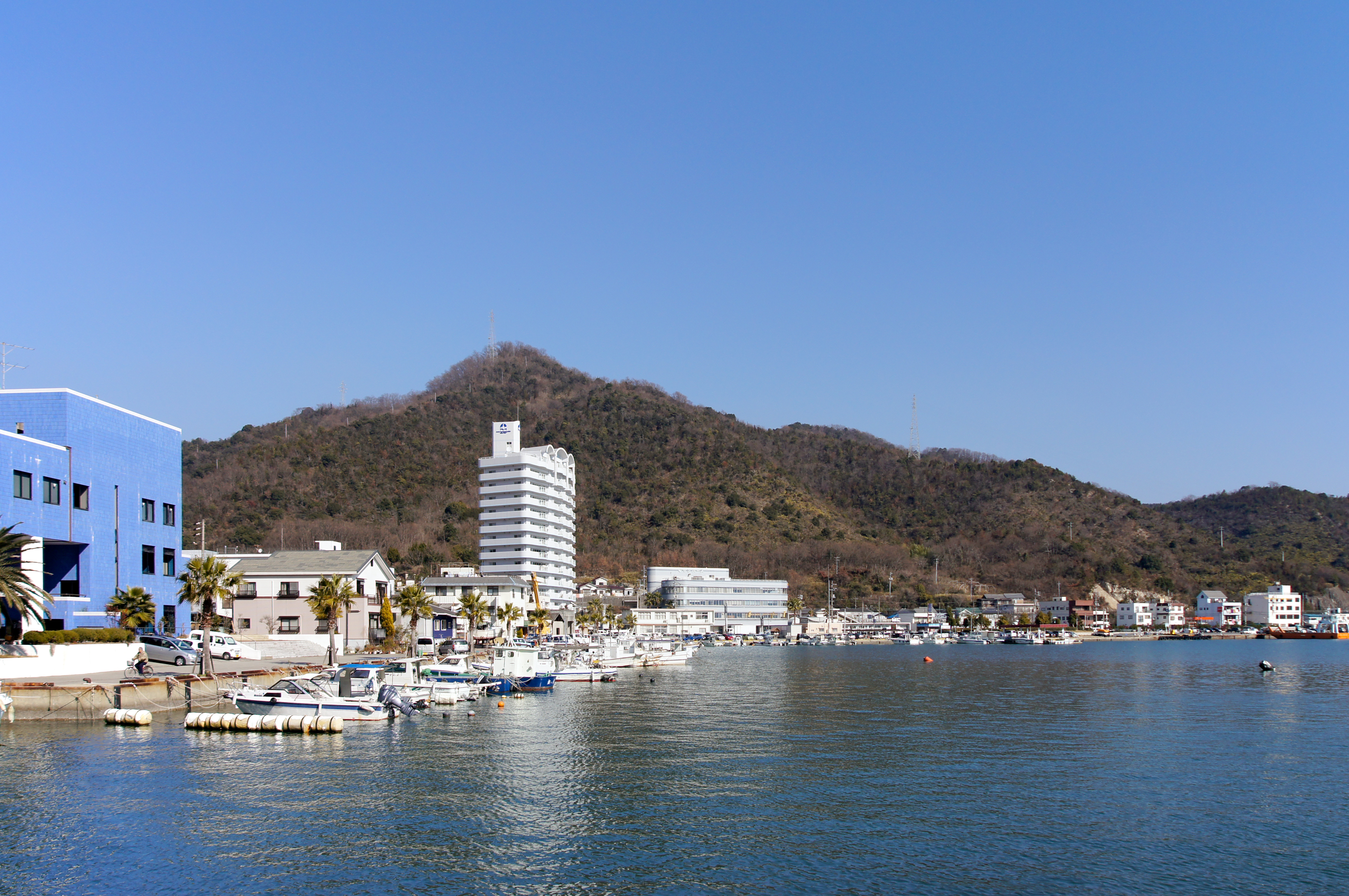
日生駅前港
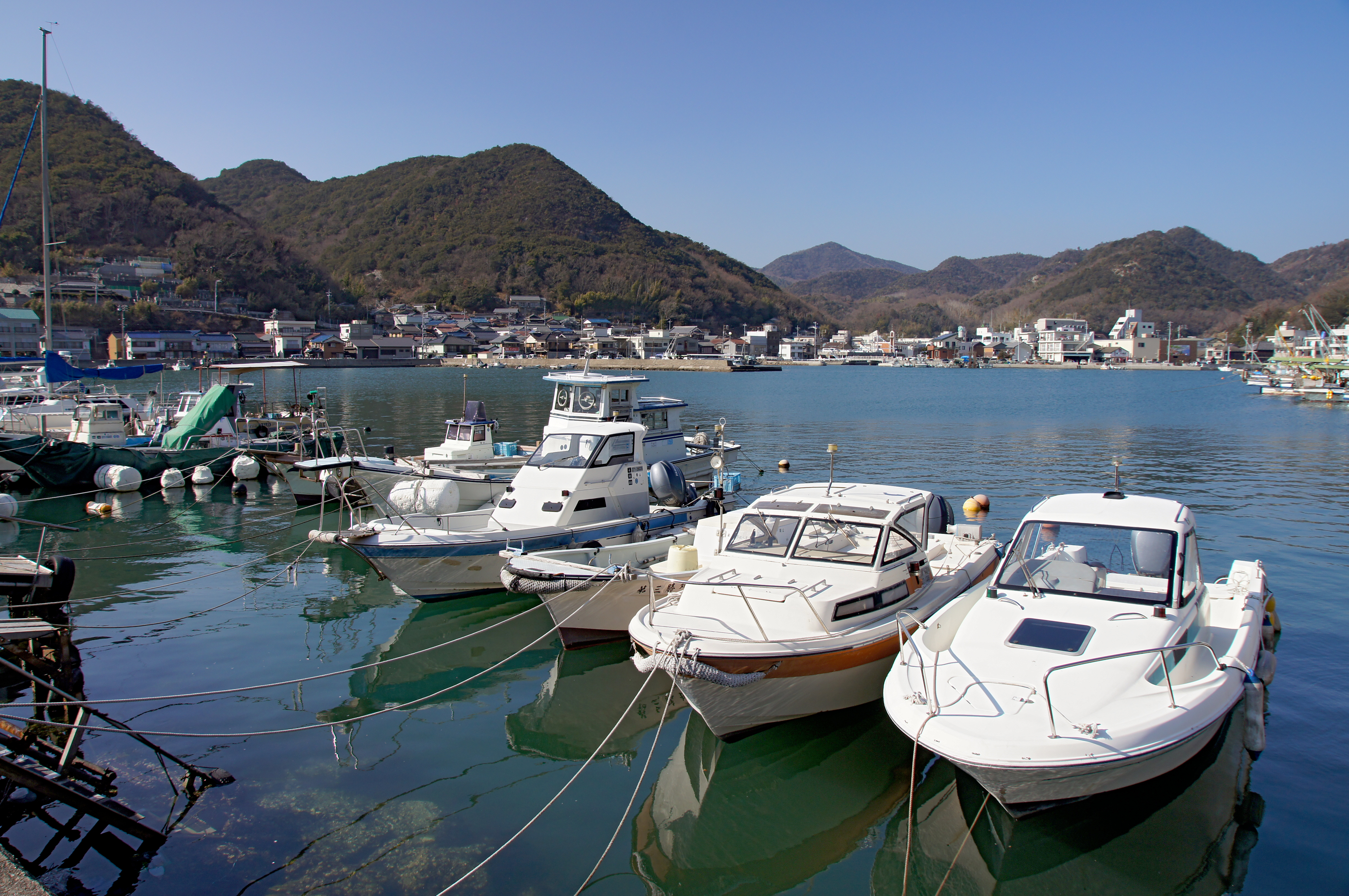
日生港
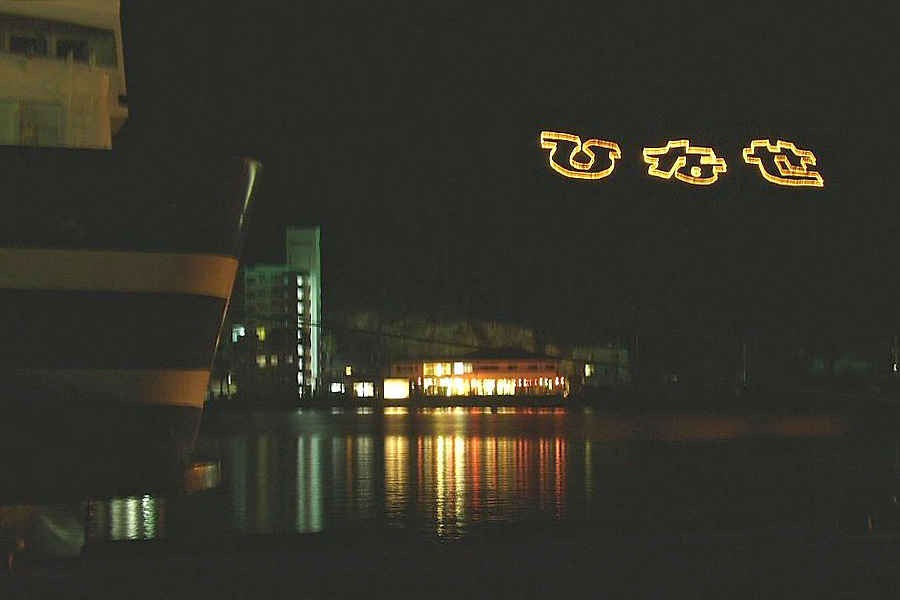
「ひなせ」のイルミネーション